# Pelle Svanslös och den stora skattjakten
Pelle Svanslös och den stora skattjakten este un film de animație din 2000. Este regizat de  Gösta Knutsson. Scenariul este scris de Mikael Ekman.

## Distribuție
- Björn Kjellman - Pelle Svanslös
- Cecilia Ljung - Maja Gräddnos
- Christer Fant - Elaka Måns
- Leif Andrée - Bill
- Göran Thorell - Bull
- Suzanne Ernrup - Gullan från Arkadien
- Brasse Brännström - Trisse
- Jonas Uddenmyr - Murre från Skogstibble
- Lena-Pia Bernhardsson - Maja Gräddnos mamma
- Peter Harryson - Pettersson
- Siw Malmkvist - Gammel-Maja i Domkyrkotornet
- Lars Dejert - Tusse Batong
- Krister Henriksson - Berättare
- Anna Björk - Inredningskatt